# 김동혁의 골든박스 탑텐
김동혁의 골든박스 탑텐은 2015년 2월 7일부터 2020년 3월 29일까지 경기방송에서 방송된 라디오 주말 음악 프로그램이다.

## 프로그램 소개
- 80년대, 90년대를 수놓은 명곡을 만나는 시간!! 노래를 함께하며, 잠시의 힐링을 해 보시는 건 어떨까요? 여러분이 신청하는 8090 명곡을 전합니다. ^^ 전세계에서 가장 신청곡을 많~이 전하는 '골든박스 탑텐'이 될게요 ^.^

| KFM 경기방송 주말 프로그램 |                         |                         |
| 이전                       | 김동혁의 골든박스 탑텐  | 다음                    |
| 양정모의 뮤직하이웨이      | 김동혁의 골든박스 탑텐  | 김나래의 팝스 콘서트    |
| 낮 12시 10분 ~ 오후 2시    | 오후 2시 5분 ~ 오후 4시 | 오후 4시 5분 ~ 오후 6시 |
|                            |                         |                         |